# Aage Kvalbein
Aage Kvalbein (ur. 29 marca 1947 w Oslo) – norweski wiolonczelista.
Laureat międzynarodowych konkursów, m.in. w Helsinkach i Monachium (1976). Występował w Europie, Ameryce i Azji. Ma bogatą dyskografię, nagrał ok. 40 płyt. Od 1980 jest związany z Wyższą Szkołą Muzyczną w Oslo (norw. Norges musikkhøgskole), gdzie od 1985 jest profesorem. Razem z Jensem Haraldem Bratlie i Stigem Nilssonem założył w 1974 Oslo Trio.
Otrzymał wiele nagród, m.in. Griegprisen (1986) i trzykrotnie Spellemannprisen.
Kvalbein jest żonaty z aktorką Mari Maurstad.